# Trichocylliba comata
Trichocylliba comata (Leonardi, 1895), es una especie de arácnido del orden Mesostigmata de la familia Uropodidae.

## Distribución geográfica
Se encuentra en el oeste de Europa, Eslovaquia, Hungría.